# Microlestes major
Microlestes major är en skalbaggsart som beskrevs av Carl Hildebrand Lindroth. Microlestes major ingår i släktet Microlestes och familjen jordlöpare. Inga underarter finns listade i Catalogue of Life.